# Gerardus van Turnhout
Gerardus van Turnhout, también como Gerard van Turnhout, Geert van Turnhout o Gérard de Turnhout (Turnhout, c. 1520-Madrid, 15 de septiembre de 1580) fue un compositor de la escuela franco-flamenca y maestro de capilla en la corte del rey Felipe II de España.

## Vida

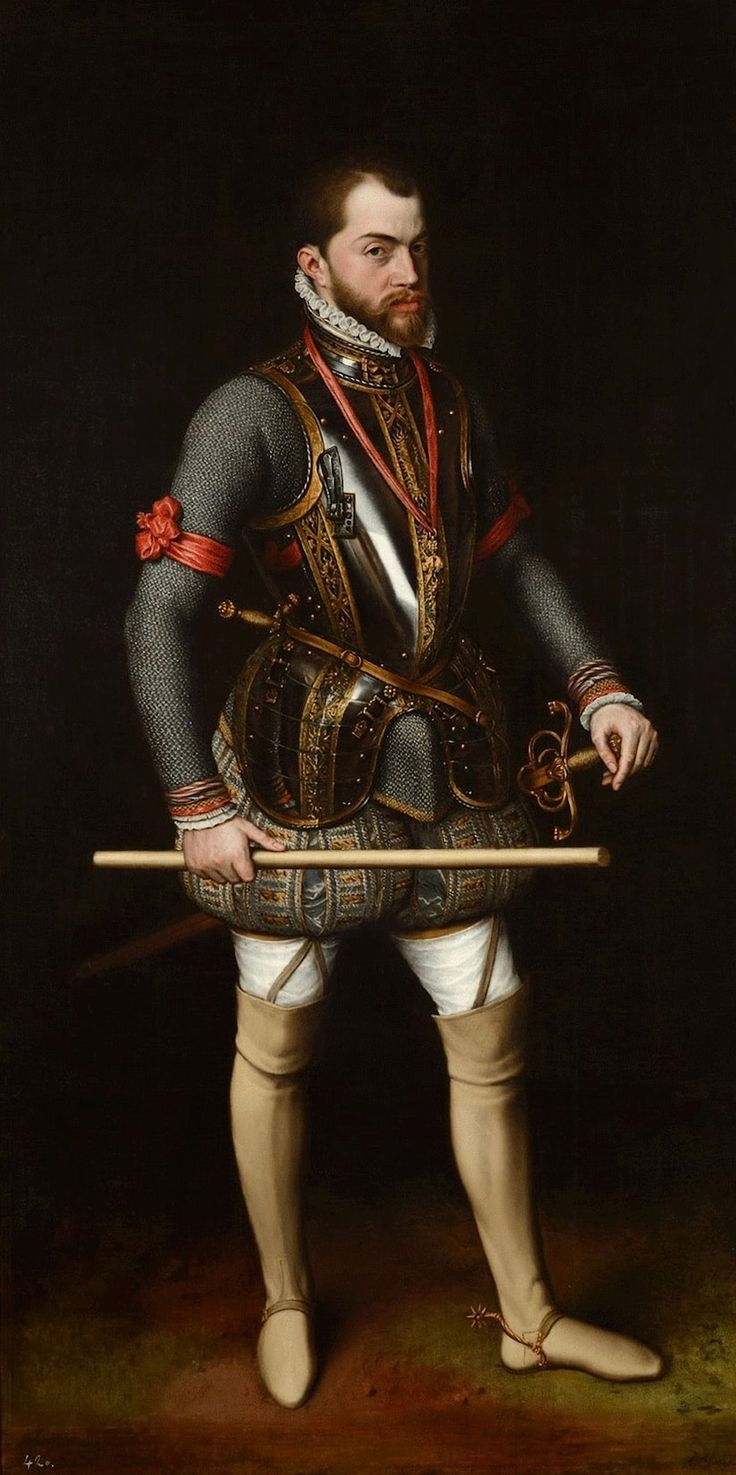
Felipe II de España, por Antonio Moro. Van Turnhout trabajó para él desde 1571 hasta su muerte.

Su apellido original sería Jacques. El lugar de nacimiento al que debe su apellido fue Turnhout. Podría ser el hermano de Jan-Jacob van Turnhout (alrededor de 1545 - después de 1618) que fue maestro de capilla en Bruselas entre 1594 y 1618.
No sabemos el momento exacto de su ordenación, pero en 1559 Gerardus van Turnhout era maestro de capilla de la iglesia de Saint-Gommaire en Lier y se convirtió en 1562 en maestro de canto de la hermandad de la Catedral de Notre-Dame de Amberes, a la que estuvo adscrito desde 1559. Fue en 1563 cuando sucedió a Antoine Barbe como maestro de canto. En 1564 compuso un Te Deum para la entrada solemne en Amberes de Margarita de Parma, regente de los Países Bajos. Como el órgano de la Catedral y la colección de partituras habían perecido en el saqueo de los iconoclastas en 1566, Turnhout tuvo que ocuparse en los años siguientes de copiar misas y motetes para reemplazar lo que había sido destruido. Presidió la comisión que examinó los órganos recién construidos por el amberino Gillis Brebos
El 2 de mayo de 1571 Felipe II de España, por mediación del duque de Alba, contrató a Van Turnhout como maestro de capilla de la Capilla flamenca de Madrid. Tras una suspensión de más de un año, Van Turnhout emprendió el viaje a Madrid, acompañado por un grupo de cantores reclutados en los Países Bajos. Aparece por primera vez en documentos de archivo como maestro de capilla en noviembre de 1572. Poco se sabe de las actividades de Van Turnhout durante los ocho años que pasó en España. Felipe II lo tenía en gran estima, como lo atestiguan las numerosas prebendas que le otorgó. Van Turnhout ocupó su cargo hasta su muerte. Una de las tareas que le incumbían era la de reclutar, en los Países Bajos, infantes para el coro de la Capilla flamenca.

## Obra
Entre las obras litúrgicas de Van Turnhout se encuentran una misa, O Marie vernans rosa, y canciones en francés y holandés. En 1564 compuso un Te Deum para la entrada solemne de Margarita de Parma en Amberes, y en 1569 se publicó una colección suya que contenía canciones y motetes a tres voces. Las antologías incluyen una misa y una serie de canciones para dos y tres voces. Las canciones en francés se distinguen por melodías que progresan más rápido que los motetes, la mayoría de los cuales son imitativos.
- Missa 'O Maria vernans rosa', a cinco voces (1570)[1]

La única misa superviviente de Van Turnhout es una obra de duración particularmente larga. Los motivos melódicos recuerdan el himno Ave maris stella y la antífona Assumpta est Maria. El Agnus Dei resume el material musical utilizando simultáneamente los dos motivos más importantes.
- Sacrarum ac aliarum cantionum, para tres voces (Lovaina, 1569)

Esta colección de veinte motetes, dos canciones espirituales en francés y dieciocho canciones profanas estaba destinada a un uso privado. Dedicado a Adriaen Dyck, escribano en Amberes, consta, entre otras cosas, de villancicos de Navidad, Adviento y Cuaresma, arreglos del Cantar de los Cantares y cantos de agradecimiento que reflejan la lealtad de Van Turnhout a Felipe II de España.
- tres motetes y diez canciones, para dos voces (1571)[1]

Una antología de bicinia, es decir, canciones a dos voces, Liber musicus, duarum vocum cantiones, tum latinas tum gallicas atque teutonicas, publicada por Petrus Phalesius en 1571, contiene algunas composiciones de Gerardus van Turnhout, entre otras armonizaciones de canciones francesas como Susanne un jour d'amour solicitée [sic] (un poema de Guillaume Guéroult) y Cessés mes yeulx de tant vous tormenter.
- cuatro canciones holandesas, para cuatro y cinco voces (1572)

Een Duijtsch musijck boeck, una antología de canciones polifónicas holandesas publicada por el mismo editor en 1572, contiene dos canciones de cuatro voces y dos de cinco voces:
- Compt al uut zuijden, uut oosten (Venid todos del sur y del este; canto espiritual y bíblico a cuatro voces);
- Hoort wel ons bedrijf die vruecht beminnen (Escucha nuestra historia, tú que amas el placer; esta canción a cuatro voces es una armonización polifónica de la primera estrofa de una canción de «facción» destinado por primera vez por la cámara de retórica de Vilvoorde al landjuweel de Amberes desde 1561;
- Overvlo[e]digen rijckdom noch armoede groot (Ni riqueza abundante ni gran pobreza; canto espiritual y escritural a cinco voces);
- Susanna haer baeijende in een fonteijn (Susanne bañándose en una fuente; canto espiritual y escritural a cinco voces, que alude a la canción popular francesa musicalizada por Didier Lupi Second, aquí armonizada por Van Turnhout).
- cinco canciones espirituales francesas, para tres voces (publicadas en 1572 y en 1573).